# 2012-es Formula–1 kanadai nagydíj
A kanadai nagydíj volt a 2012-es Formula–1 világbajnokság hetedik versenye, amelyet 2012. június 8. és június 10. között rendeztek meg a montréali Circuit Gilles Villeneuve-ön.

## Szabadedzések

### Első szabadedzés
A kanadai nagydíj első szabadedzését június 8-án, péntek délelőtt tartották.
| helyezés | versenyző          | csapat/motor         | elért idő | különbség | futott kör |
| -------- | ------------------ | -------------------- | --------- | --------- | ---------- |
| 1        | Lewis Hamilton     | McLaren-Mercedes     | 1:15,564  | −         | 30         |
| 2        | Sebastian Vettel   | Red Bull-Renault     | 1:15,682  | +0,118    | 29         |
| 3        | Nico Rosberg       | Mercedes             | 1:15,782  | +0,218    | 30         |
| 4        | Fernando Alonso    | Ferrari              | 1:15,842  | +0,278    | 34         |
| 5        | Mark Webber        | Red Bull-Renault     | 1:15,897  | +0,333    | 28         |
| 6        | Nico Hülkenberg    | Force India-Mercedes | 1:15,986  | +0,422    | 29         |
| 7        | Kobajasi Kamui     | Sauber-Ferrari       | 1:16,000  | +0,436    | 31         |
| 8        | Sergio Pérez       | Sauber-Ferrari       | 1:16,249  | +0,685    | 32         |
| 9        | Michael Schumacher | Mercedes             | 1:16,264  | +0,700    | 28         |
| 10       | Jenson Button      | McLaren-Mercedes     | 1:16,347  | +0,783    | 12         |
| 11       | Paul di Resta      | Force India-Mercedes | 1:16,460  | +0,896    | 32         |
| 12       | Felipe Massa       | Ferrari              | 1:16,619  | +1,055    | 17         |
| 13       | Pastor Maldonado   | Williams-Renault     | 1:16,859  | +1,295    | 26         |
| 14       | Romain Grosjean    | Lotus-Renault        | 1:16,890  | +1,326    | 36         |
| 15       | Kimi Räikkönen     | Lotus-Renault        | 1:17,014  | +1,450    | 42         |
| 16       | Jean-Éric Vergne   | Toro Rosso-Ferrari   | 1:17,352  | +1,788    | 28         |
| 17       | Daniel Ricciardo   | Toro Rosso-Ferrari   | 1:17,580  | +2,016    | 31         |
| 18       | Vitalij Petrov     | Caterham-Renault     | 1:17,935  | +2,371    | 23         |
| 19       | Heikki Kovalainen  | Caterham-Renault     | 1:18,177  | +2,613    | 16         |
| 20       | Pedro de la Rosa   | HRT-Cosworth         | 1:18,182  | +2,618    | 26         |
| 21       | Bruno Senna        | Williams-Renault     | 1:18,762  | +3,198    | 36         |
| 22       | Narain Karthikeyan | HRT-Cosworth         | 1:19,354  | +3,790    | 23         |
| 23       | Timo Glock         | Marussia-Cosworth    | 1:20,004  | +4,440    | 21         |
| 24       | Charles Pic        | Marussia-Cosworth    | 1:20,067  | +4,503    | 23         |

### Második szabadedzés
A kanadai nagydíj második szabadedzését június 8-án, péntek délután tartották.
| helyezés | versenyző          | csapat/motor         | elért idő | különbség | futott kör |
| -------- | ------------------ | -------------------- | --------- | --------- | ---------- |
| 1        | Lewis Hamilton     | McLaren-Mercedes     | 1:15,259  | −         | 43         |
| 2        | Fernando Alonso    | Ferrari              | 1:15,313  | +0,054    | 36         |
| 3        | Felipe Massa       | Ferrari              | 1:15,410  | +0,151    | 39         |
| 4        | Sebastian Vettel   | Red Bull-Renault     | 1:15,531  | +0,272    | 44         |
| 5        | Paul di Resta      | Force India-Mercedes | 1:15,544  | +0,285    | 32         |
| 6        | Kobajasi Kamui     | Sauber-Ferrari       | 1:15,651  | +0,392    | 37         |
| 7        | Michael Schumacher | Mercedes             | 1:15,697  | +0,438    | 32         |
| 8        | Nico Hülkenberg    | Force India-Mercedes | 1:15,799  | +0,540    | 39         |
| 9        | Jenson Button      | McLaren-Mercedes     | 1:15,812  | +0,553    | 14         |
| 10       | Nico Rosberg       | Mercedes             | 1:15,878  | +0,619    | 40         |
| 11       | Sergio Pérez       | Sauber-Ferrari       | 1:15,898  | +0,639    | 38         |
| 12       | Mark Webber        | Red Bull-Renault     | 1:15,907  | +0,648    | 41         |
| 13       | Pastor Maldonado   | Williams-Renault     | 1:15,987  | +0,728    | 39         |
| 14       | Romain Grosjean    | Lotus-Renault        | 1:16,360  | +1,101    | 29         |
| 15       | Kimi Räikkönen     | Lotus-Renault        | 1:16,562  | +1,303    | 33         |
| 16       | Heikki Kovalainen  | Caterham-Renault     | 1:16,981  | +1,722    | 24         |
| 17       | Bruno Senna        | Williams-Renault     | 1:17,022  | +1,763    | 22         |
| 18       | Vitalij Petrov     | Caterham-Renault     | 1:17,075  | +1,816    | 41         |
| 19       | Jean-Éric Vergne   | Toro Rosso-Ferrari   | 1:17,124  | +1,865    | 41         |
| 20       | Daniel Ricciardo   | Toro Rosso-Ferrari   | 1:17,716  | +2,457    | 34         |
| 21       | Pedro de la Rosa   | HRT-Cosworth         | 1:18,908  | +3,649    | 27         |
| 22       | Timo Glock         | Marussia-Cosworth    | 1:19,084  | +3,825    | 40         |
| 22       | Narain Karthikeyan | HRT-Cosworth         | 1:19,378  | +4,119    | 21         |
| 24       | Charles Pic        | Marussia-Cosworth    | 1:19,902  | +4,643    | 18         |

### Harmadik szabadedzés
A kanadai nagydíj harmadik szabadedzését június 9-én, szombat délelőtt tartották.
| helyezés | versenyző          | csapat/motor         | elért idő  | különbség | futott kör |
| -------- | ------------------ | -------------------- | ---------- | --------- | ---------- |
| 1        | Sebastian Vettel   | Red Bull-Renault     | 1:14,442   | −         | 22         |
| 2        | Fernando Alonso    | Ferrari              | 1:14,448   | +0,006    | 17         |
| 3        | Lewis Hamilton     | McLaren-Mercedes     | 1:14,712   | +0,270    | 19         |
| 4        | Mark Webber        | Red Bull-Renault     | 1:14,724   | +0,282    | 21         |
| 5        | Pastor Maldonado   | Williams-Renault     | 1:14,755   | +0,313    | 22         |
| 6        | Felipe Massa       | Ferrari              | 1:14,767   | +0,325    | 21         |
| 7        | Michael Schumacher | Mercedes             | 1:14,796   | +0,354    | 19         |
| 8        | Romain Grosjean    | Lotus-Renault        | 1:14,873   | +0,431    | 20         |
| 9        | Kimi Räikkönen     | Lotus-Renault        | 1:14,977   | +0,535    | 21         |
| 10       | Nico Hülkenberg    | Force India-Mercedes | 1:14,992   | +0,550    | 22         |
| 11       | Paul di Resta      | Force India-Mercedes | 1:15,067   | +0,625    | 19         |
| 12       | Sergio Pérez       | Sauber-Ferrari       | 1:15,112   | +0,670    | 21         |
| 13       | Kobajasi Kamui     | Sauber-Ferrari       | 1:15,126   | +0,684    | 24         |
| 14       | Bruno Senna        | Williams-Renault     | 1:15,237   | +0,795    | 22         |
| 15       | Jenson Button      | McLaren-Mercedes     | 1:15,327   | +0,885    | 22         |
| 16       | Daniel Ricciardo   | Toro Rosso-Ferrari   | 1:15,498   | +1,056    | 19         |
| 17       | Vitalij Petrov     | Caterham-Renault     | 1:16,268   | +1,826    | 24         |
| 18       | Heikki Kovalainen  | Caterham-Renault     | 1:16,545   | +2,103    | 20         |
| 19       | Pedro de la Rosa   | HRT-Cosworth         | 1:17,705   | +3,263    | 21         |
| 20       | Timo Glock         | Marussia-Cosworth    | 1:17,974   | +3,532    | 23         |
| 21       | Narain Karthikeyan | HRT-Cosworth         | 1:18,189   | +3,747    | 21         |
| 22       | Charles Pic        | Marussia-Cosworth    | 1:18,684   | +4,242    | 23         |
| 23       | Jean-Éric Vergne   | Toro Rosso-Ferrari   | idő nélkül |           | 3          |
| 24       | Nico Rosberg       | Mercedes             | idő nélkül |           | 1          |

## Időmérő edzés
A kanadai nagydíj időmérő edzését június 9-én, szombaton tartották.
| helyezés             | rajtszám | versenyző          | csapat/motor         | 1. rész  | 2. rész  | 3. rész  | rajthely |
| -------------------- | -------- | ------------------ | -------------------- | -------- | -------- | -------- | -------- |
| 1                    | 1        | Sebastian Vettel   | Red Bull-Renault     | 1:14,661 | 1:14,187 | 1:13,784 | 1        |
| 2                    | 4        | Lewis Hamilton     | McLaren-Mercedes     | 1:14,891 | 1:14,371 | 1:14,087 | 2        |
| 3                    | 5        | Fernando Alonso    | Ferrari              | 1:14,916 | 1:14,314 | 1:14,151 | 3        |
| 4                    | 2        | Mark Webber        | Red Bull-Renault     | 1:14,956 | 1:14,479 | 1:14,346 | 4        |
| 5                    | 8        | Nico Rosberg       | Mercedes             | 1:15,098 | 1:14,568 | 1:14,411 | 5        |
| 6                    | 6        | Felipe Massa       | Ferrari              | 1:15,194 | 1:14,641 | 1:14,465 | 6        |
| 7                    | 10       | Romain Grosjean    | Lotus-Renault        | 1:15,163 | 1:14,627 | 1:14,645 | 7        |
| 8                    | 11       | Paul di Resta      | Force India-Mercedes | 1:15,019 | 1:14,639 | 1:14,705 | 8        |
| 9                    | 7        | Michael Schumacher | Mercedes             | 1:14,892 | 1:14,480 | 1:14,812 | 9        |
| 10                   | 3        | Jenson Button      | McLaren-Mercedes     | 1:14,799 | 1:14,680 | 1:15,182 | 10       |
| 11                   | 14       | Kobajasi Kamui     | Sauber-Ferrari       | 1:15,101 | 1:14,688 |          | 11       |
| 12                   | 9        | Kimi Räikkönen     | Lotus-Renault        | 1:14,995 | 1:14,734 |          | 12       |
| 13                   | 12       | Nico Hülkenberg    | Force India-Mercedes | 1:15,106 | 1:14,748 |          | 13       |
| 14                   | 16       | Daniel Ricciardo   | Toro Rosso-Ferrari   | 1:15,552 | 1:15,078 |          | 14       |
| 15                   | 15       | Sergio Pérez       | Sauber-Ferrari       | 1:15,326 | 1:15,156 |          | 15       |
| 16                   | 19       | Bruno Senna        | Williams-Renault     | 1:14,995 | 1:15,170 |          | 16       |
| 17                   | 18       | Pastor Maldonado   | Williams-Renault     | 1:14,979 | 1:15,231 |          | 22*      |
| 18                   | 20       | Heikki Kovalainen  | Caterham-Renault     | 1:16,263 |          |          | 17       |
| 19                   | 21       | Vitalij Petrov     | Caterham-Renault     | 1:16,482 |          |          | 18       |
| 20                   | 17       | Jean-Éric Vergne   | Toro Rosso-Ferrari   | 1:16,602 |          |          | 19       |
| 21                   | 22       | Pedro de la Rosa   | HRT-Cosworth         | 1:17,492 |          |          | 20       |
| 22                   | 24       | Timo Glock         | Marussia-Cosworth    | 1:17,901 |          |          | 21       |
| 23                   | 25       | Charles Pic        | Marussia-Cosworth    | 1:18,255 |          |          | 23       |
| 24                   | 23       | Narain Karthikeyan | HRT-Cosworth         | 1:18,330 |          |          | 24       |
| 107%-os idő:1:19,887 |          |                    |                      |          |          |          |          |

* Maldonado 5 helyes rajtbüntetést kapott váltócsere miatt.

## Futam
A kanadai nagydíj futama június 10-én, vasárnap rajtolt.
| helyezés | rajtszám | versenyző          | csapat/motor         | futott kör | idő/kiesés oka | rajthely | pont |
| -------- | -------- | ------------------ | -------------------- | ---------- | -------------- | -------- | ---- |
| 1        | 4        | Lewis Hamilton     | McLaren-Mercedes     | 70         | 1:32:29,586    | 2        | 25   |
| 2        | 10       | Romain Grosjean    | Lotus-Renault        | 70         | +2,513         | 7        | 18   |
| 3        | 15       | Sergio Pérez       | Sauber-Ferrari       | 70         | +5,260         | 15       | 15   |
| 4        | 1        | Sebastian Vettel   | Red Bull-Renault     | 70         | +7,295         | 1        | 12   |
| 5        | 5        | Fernando Alonso    | Ferrari              | 70         | +13,411        | 3        | 10   |
| 6        | 8        | Nico Rosberg       | Mercedes             | 70         | +13,842        | 5        | 8    |
| 7        | 2        | Mark Webber        | Red Bull-Renault     | 70         | +15,085        | 4        | 6    |
| 8        | 9        | Kimi Räikkönen     | Lotus-Renault        | 70         | +15,567        | 12       | 4    |
| 9        | 14       | Kobajasi Kamui     | Sauber-Ferrari       | 70         | +24,432        | 11       | 2    |
| 10       | 6        | Felipe Massa       | Ferrari              | 70         | +25,272        | 6        | 1    |
| 11       | 11       | Paul di Resta      | Force India-Mercedes | 70         | +37,693        | 8        |      |
| 12       | 12       | Nico Hülkenberg    | Force India-Mercedes | 70         | +46,236        | 13       |      |
| 13       | 18       | Pastor Maldonado   | Williams-Renault     | 70         | +47,052        | 22       |      |
| 14       | 16       | Daniel Ricciardo   | Toro Rosso-Ferrari   | 70         | +1:04,475      | 14       |      |
| 15       | 17       | Jean-Éric Vergne   | Toro Rosso-Ferrari   | 69         | +1 kör         | 19       |      |
| 16       | 3        | Jenson Button      | McLaren-Mercedes     | 69         | +1 kör         | 10       |      |
| 17       | 19       | Bruno Senna        | Williams-Renault     | 69         | +1 kör         | 16       |      |
| 18       | 20       | Heikki Kovalainen  | Caterham-Renault     | 69         | +1 kör         | 17       |      |
| 19       | 21       | Vitalij Petrov     | Caterham-Renault     | 69         | +1 kör         | 18       |      |
| 20       | 25       | Charles Pic        | Marussia-Cosworth    | 67         | +3 kör         | 23       |      |
| ki       | 24       | Timo Glock         | Marussia-Cosworth    | 56         | fékek          | 21       |      |
| ki       | 7        | Michael Schumacher | Mercedes             | 43         | hátsó szárny   | 9        |      |
| ki       | 22       | Pedro de la Rosa   | HRT-Cosworth         | 24         | fékek          | 20       |      |
| ki       | 23       | Narain Karthikeyan | HRT-Cosworth         | 22         | fékek          | 24       |      |
| Forrás:  |          |                    |                      |            |                |          |      |

## A világbajnokság állása a verseny után
| H   | Versenyzők       | Pont | H   | Konstruktőrök        | Pont |
| --- | ---------------- | ---- | --- | -------------------- | ---- |
| 1.  | Lewis Hamilton   | 88   | 1.  | Red Bull-Renault     | 164  |
| 2.  | Fernando Alonso  | 86   | 2.  | McLaren-Mercedes     | 133  |
| 3.  | Sebastian Vettel | 85   | 3.  | Lotus-Renault        | 108  |
| 4.  | Mark Webber      | 79   | 4.  | Ferrari              | 97   |
| 5.  | Nico Rosberg     | 67   | 5.  | Mercedes             | 69   |
| 6.  | Kimi Räikkönen   | 55   | 6.  | Sauber-Ferrari       | 58   |
| 7.  | Romain Grosjean  | 53   | 7.  | Williams-Renault     | 44   |
| 8.  | Jenson Button    | 45   | 8.  | Force India-Mercedes | 28   |
| 9.  | Sergio Pérez     | 37   | 9.  | STR-Ferrari          | 6    |
| 10. | Pastor Maldonado | 29   | 10. | Caterham-Renault     | 0    |

(A teljes táblázat)